# 토마스 마센뮈그달
토마스 마센뮈그달(덴마크어: Thomas Madsen-Mygdal, 1876년 12월 24일~1943년 2월 23일)은 덴마크의 정치인이다. 소속 정당은 좌파당이다.
1920년 5월 5일부터 1924년 4월 23일까지 덴마크 농업부 장관을 역임했으며 1926년 12월 14일부터 1929년 4월 30일까지 제29대 덴마크의 총리를 역임했다.